# Chaetosphaeria abietis
Chaetosphaeria abietis är en svampart som först beskrevs av Franz Xaver von Höhnel, och fick sitt nu gällande namn av W. Gams & Hol.-Jech. 1976. Chaetosphaeria abietis ingår i släktet Chaetosphaeria och familjen Chaetosphaeriaceae.   Inga underarter finns listade i Catalogue of Life.